# Стюарт Імлах
Стюарт Імлах (англ. Stewart Imlach, 6 січня 1932, Лоссімут — 7 жовтня 2001) — шотландський футболіст, що грав на позиції нападника за низку англійських клубних команд, зокрема, за «Ноттінгем Форест», а також за національну збірну Шотландії.

## Клубна кар'єра
У дорослому футболі дебютував 1952 року виступами за команду «Бері», в якій провів два сезони, взявши участь у 71 матчі чемпіонату. 
Протягом 1954—1955 років захищав кольори клубу «Дербі Каунті».
Своєю грою за останню команду привернув увагу представників тренерського штабу клубу «Ноттінгем Форест», до складу якого приєднався 1955 року. Відіграв за команду з Ноттінгема наступні п'ять сезонів своєї ігрової кар'єри. Більшість часу, проведеного у складі «Ноттінгем Форест», був основним гравцем атакувальної ланки команди. 1959 року виборов титул володаря Кубка Англії з футболу.
Згодом з 1960 по 1966 рік грав за «Лутон Таун», «Ковентрі Сіті», «Крістал Пелес» та «Челмсфорд Сіті».
Завершував ігрову кар'єру виступами за «Крістал Пелес» протягом 1966–1967 років.

## Виступи за збірну
1958 року дебютував в офіційних матчах у складі національної збірної Шотландії. Того року провів у її формі 4 матчі, зокрема був учасником чемпіонату світу 1958 року у Швеції, де виходив на поле у двох з трьох ігор групового етапу, який шотландцям подолати не вдалося.
Помер 7 жовтня 2001 року на 70-му році життя.

## Титули і досягнення
- Володар Кубка Англії з футболу (1):

«Ноттінгем Форест»: 1958-1959